# Antoine-Joseph des Laurents
Antoine-Joseph des Laurents (1713 - 1785) est un prélat catholique français. Ses armes sont d'or à deux branches de palme adossées de sinople.

## Biographie

### Débuts
Il est né le 24 février 1713 à Avignon, fils d'Antoine des Laurents, seigneur de Champfort, et de Marie Poule.
Abbé commendataire de l'abbaye Notre-Dame de Coatmalouen et de Saint-Jacut, il fut nommé vicaire général de Saint-Malo par Jean-Joseph de Fogasses d'Entrechaux de La Bastie le 3 décembre 1748 avant que de lui succéder. 
Nommé évêque de Saint-Malo le 18 avril 1767, il est sacré à Compiègne le 2 août suivant, ne prenant possession du siège que le 17 octobre.

### Œuvre
Il finança personnellement le portail néo-classique encadrant la porte centrale de la façade de la cathédrale, portail dont la première pierre fut posée le 8 mai 1772.
Le 15 octobre 1784, il fit exhumer les reliques de son prédécesseur Jean de Châtillon qui opéra le transfert du siège de l'évêché d'Alet à Saint-Malo. 
Le 8 novembre de la même année, il fit restaurer le grand orgue et procéda également au remplacement de la chaire à prêcher. 

### Décès
Antoine-Joseph des Laurents décéda subitement d'une hémorragie cérébrale  le 15 octobre 1785 à Saint-Malo sur le Sillon, de retour de l'assemblée du clergé qui s'était tenue à Paris. Une croix épiscopale gravée dans le parapet indique l'endroit exact du drame.
Il fut le dernier évêque de Saint-Malo inhumé dans sa cathédrale, le 22 octobre 1785, Urbain-René de Hercé, dernier évêque de Dol ayant présidé la cérémonie.

## Sources
- Chanoine Amédée Guillotin de Corson, Pouillé historique de l'archevêché de Rennes, Rennes, Fougeray et Paris, René Haton, 1880-1886, 6 vol. in-8° br., couv. impr.
- François Tuloup, Saint-Malo. Histoire Religieuse. Éditions Klincksieck, Paris 1975.